# Арченланд
Арченланд (на английски: Archenland) е измислена страна от поредицата на Клайв Стейпълс Луис „Хрониките на Нарния“.
Арченланд е планинска страна, разположена на юг от страната Нарния. На север страната граничи с планинската верига, разделяща континента, а на юг достига до Winding Arrow river. Центърът на властта в Арченланд е Анвард. Това е имета на града, столицата на страната, както и на замъка, разположен в центъра на града. Арченланд е рядко населена и всъщност Анвард е единственият град в страната, който се споменава в книгите от поредицата. Арченланд е в добри отношения със страната Нарния, както става ясно в романа „Брий и неговото момче“.